# Julie Smeets
Julie Smeets (ur. 10 kwietnia 1997) – belgijska siatkarka, grająca na pozycji środkowej. 

## Sukcesy klubowe
Mistrzostwo Belgii:
- 2022[2]
- 2017, 2018